# Klooster van Sveti Naum

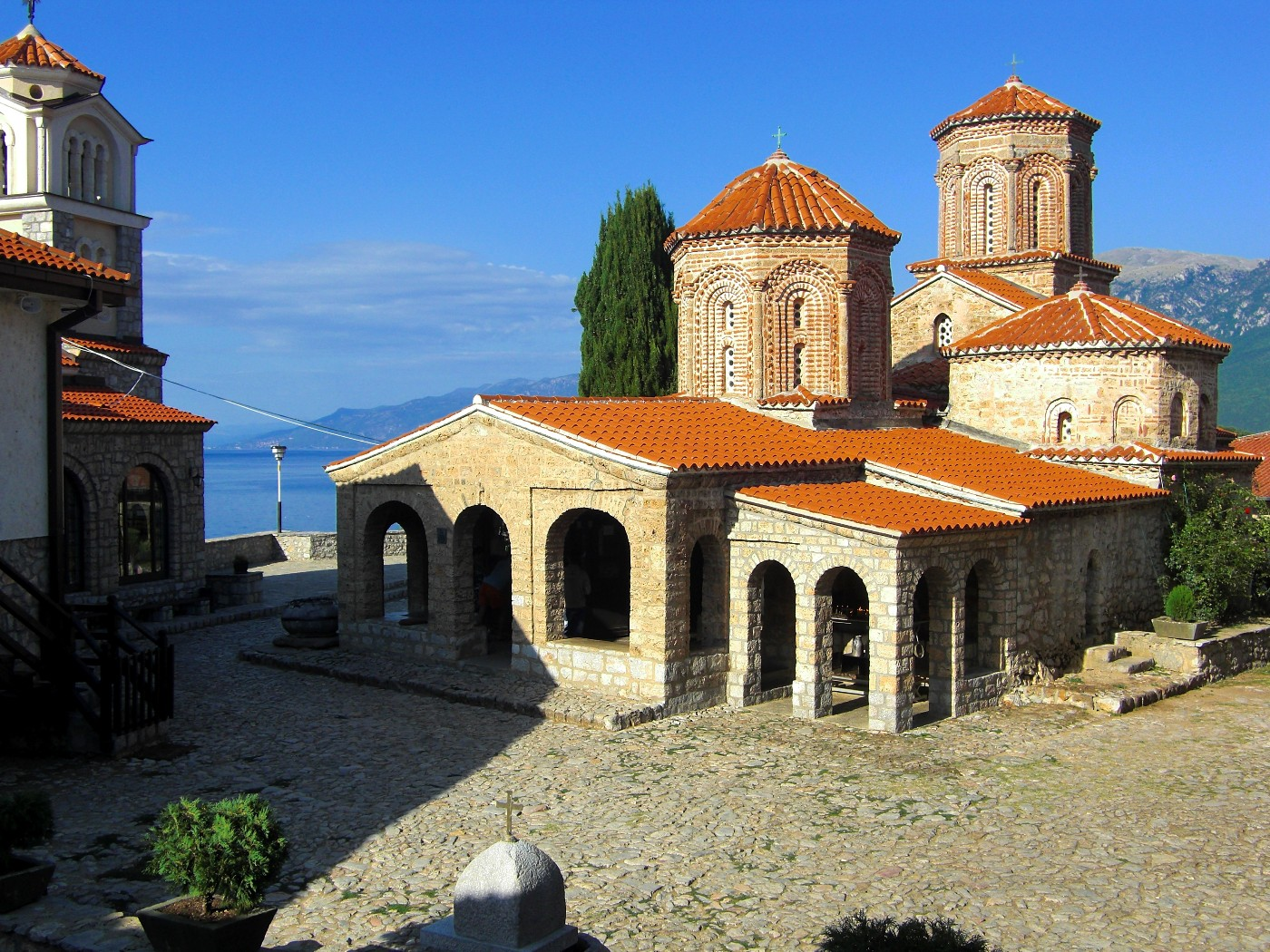
St.-Naum

Het klooster van Sveti Naum (Macedonisch: Манастир Свети Наум) is een orthodox klooster gelegen in Noord-Macedonië. Het klooster is genoemd naar de 9e/10e-eeuwse heilige Naum. Het ligt aan het meer van Ohrid, ongeveer dertig kilometer ten zuiden van Ohrid. Het klooster staat erom bekend dat er veel pauwen te vinden zijn.

## Geschiedenis
Het klooster werd in 905 opgericht door St.-Naum van Ohrid zelf en was destijds gelegen in het Bulgaarse Rijk. St.-Naum is begraven in de kerk en volgens de lokale bevolking kun je de hartslag van de heilige nog horen als je een oor op zijn graf legt.
Sinds de 16e eeuw deed een Griekse school dienst in het klooster. Vanaf 1912 behoorde het gebied waar het klooster gelegen is tot Albanië. Koning Zog I van Albanië gaf het grondgebied op 28 juni 1925 aan Joegoslavië, als blijk van goede wil.

## Galerie

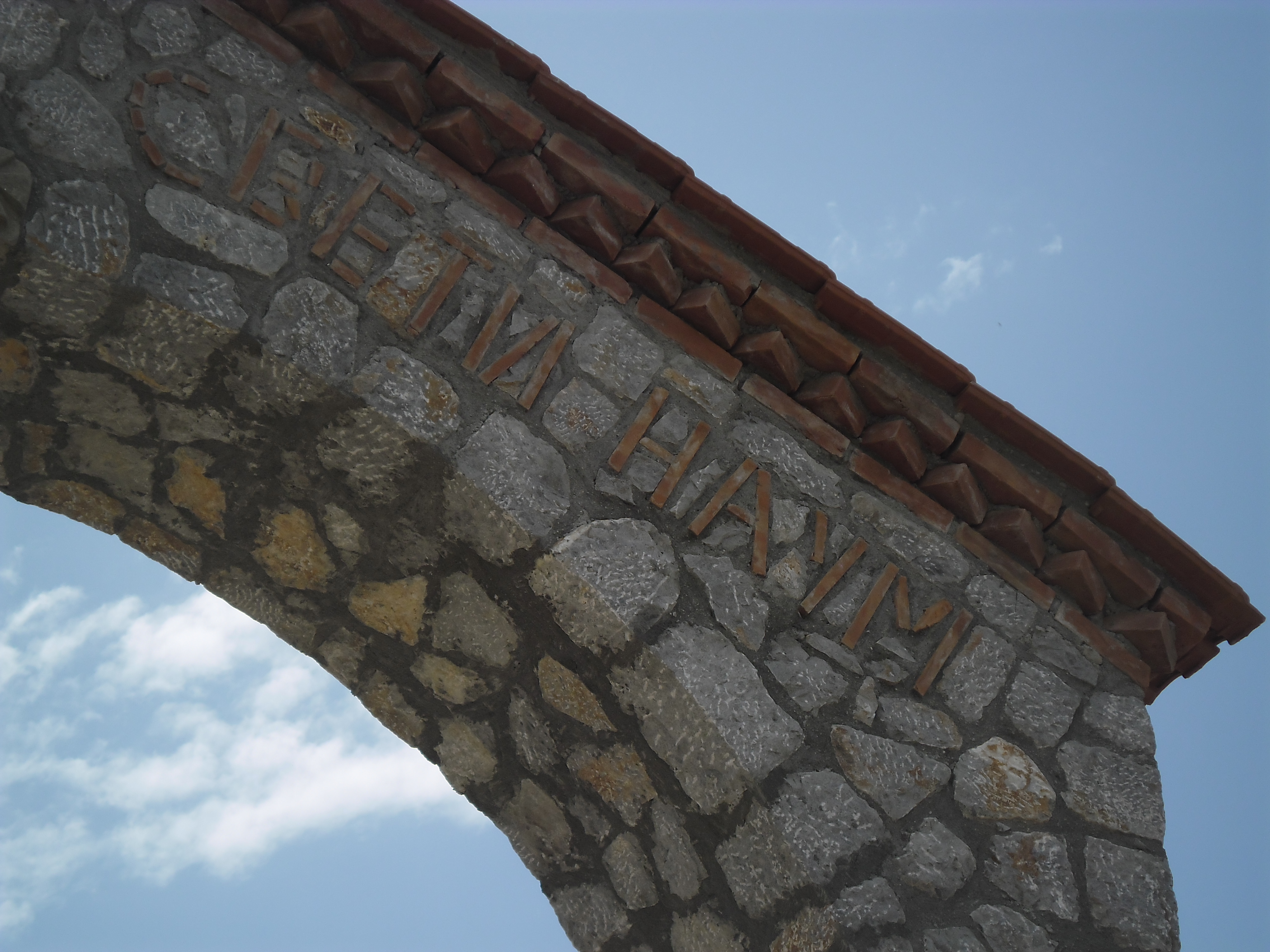
Ingang St.-Naum
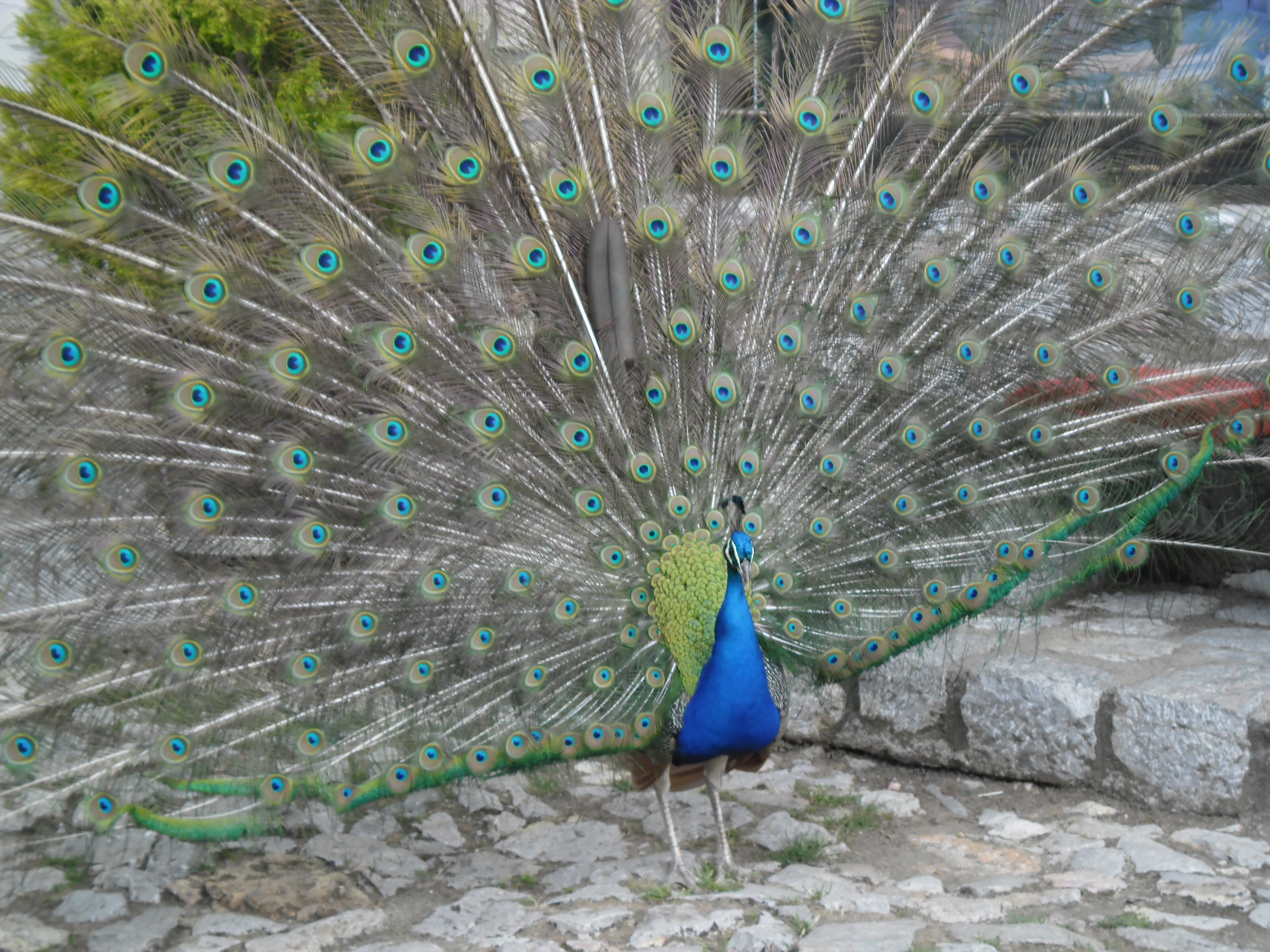
Pauw in St.-Naum